# Amphiura algida
Amphiura algida är en ormstjärneart som beskrevs av Jean Baptiste François René Koehler 1911. Amphiura algida ingår i släktet Amphiura och familjen trådormstjärnor. Inga underarter finns listade i Catalogue of Life.